# الثعلب رينارد
الثعلب رينارد (بالإنجليزية: Reynard the Fox)‏ هو شخصية خيالية لثعلب أحمر، ويعد الأكثر شهرة من بين قصص الحيوانات المؤلفة في القرون الوسطى. لا يحتوي العمل على قصة واحدة، بل مجموعة من القصص مكونة من 26 فصلاً، مستوحاة من فابليوس التي كتبها الفيلسوف اليوناني إيسوب وملحمة الساخرة باللاتينية لنيفاردس، من خلال الحرب الدائرة بين الثعلب رينارد والذئب إسنغريموس، إشارة إلى الطبيعة الحيوانية للإنسان ويقدم نقداً للأساليب الملتوية التي يتبعها النظام الإقطاعي.

## شخصيات الرواية

### تيبرت
أمير القطط

### إيسنغريموس
هو ذئب لطالما خدعه وكذب عليه «رينارد». في إحدى المرات قام «رينارد» الكاذب الأناني بِخداع الذئب «إيسنغريموس» وإقناعه بأن يصطاد السمك في الجليد مُستعملاً ذيله مِمّا أدى إلى تجمّده في البُحيرة بالكامل. ويميل النقاد المُعاصرون إلى الاعتقاد بأنّ الذئب لم يكُن إلّا تشبيهاً مجازياً لرجال الدين الفاسدين وموظفي الكنيسة آنذاك.